# Formát kódování audia
Formát kódování audia (někdy též formát komprese audia) je formát obsahu pro ukládání nebo přenos digitálního audia, používaný mimo jiné v digitální televizi, digitálním rádiu a audio a video souborech. Příklady formátů kódování audia jsou MP3, AAC, Vorbis, FLAC a Opus. Konkrétní softwarová nebo hardwarová implementace schopná komprese a dekomprese do a z daného formátu kódování audia se nazývá audio kodek. Příkladem audio kodeku je LAME, což je jeden z několika různých kodeků, které softwarově implementují kódování a dekódování audia do a z formátu MP3.
Některé formáty kódování audia jsou popsány detailní technickou specifikací. Některé specifikace jsou napsány a schváleny standardizační organizací jako technické standardy a jsou tudíž známy jako standardy kódování audia. Pojem „standard“ se někdy kromě formálních standardů používá i pro de facto standardy.
Audio obsah zakódovaný v určitém formátu kódování audia je běžně zapouzdřen v kontejneru. Uživatel tedy běžně nemá třeba čistý AAC soubor, ale .m4a audio soubor, což je MPEG-4 Part 14 kontejner obsahující AAC audio. Kontejner také obsahuje metadata jako název a další značky. Významnou výjimkou jsou MP3 soubory, které obsahují čisté zakódované audio bez kontejneru. De facto standardy pro přidávání značek do MP3 souborů jako ID3 tagy, přidávající metadata jako název skladby a jméno umělce, jsou nestandardní rozšíření, která fungují tak, že se značky přidají do MP3 souborů a poté se spoléhá na MP3 přehrávač, že daný kus souboru přeskočí. Ve video souborech, které obsahují audio, je zakódovaný audio obsah spojen s videem (ve formátu kódování videa) uvnitř multimediálního kontejneru.
Formát kódování audia nediktuje všechny algoritmy, které mají použít kodeky implementující daný formát. Důležitou součástí toho, jak funguje ztrátová audio komprese, je odstraňování informací způsoby, které lidské ucho nepostřehne. Tvůrce kodéru má určitou volnost volby v tom, jaká data odstranit, podle použitého psychoakustického modelu.

## Bezeztrátové, ztrátové a nekomprimované formáty
Bezeztrátový formát kódování audia snižuje celkový objem dat potřebný k reprodukci zvuku, ale může být dekódován do své původní, nekomprimované podoby. Ztrátový formát kódování audia dále zredukuje data na úkor toho, že je původní informace nenávratně ztracena.
Audio pro běžné uživatele se nejčastěji komprimuje ztrátovými audio kodeky, protože menší velikost je mnohem praktičtější pro distribuci. K dispozici mohou být i soubory v bezeztrátových formátech jako FLAC a Apple Lossless, ty ale mívají větší velikost.
Někdy se používají i formáty nekomprimovaného zvuku jako je pulzně kódová modulace.